# 城南宮

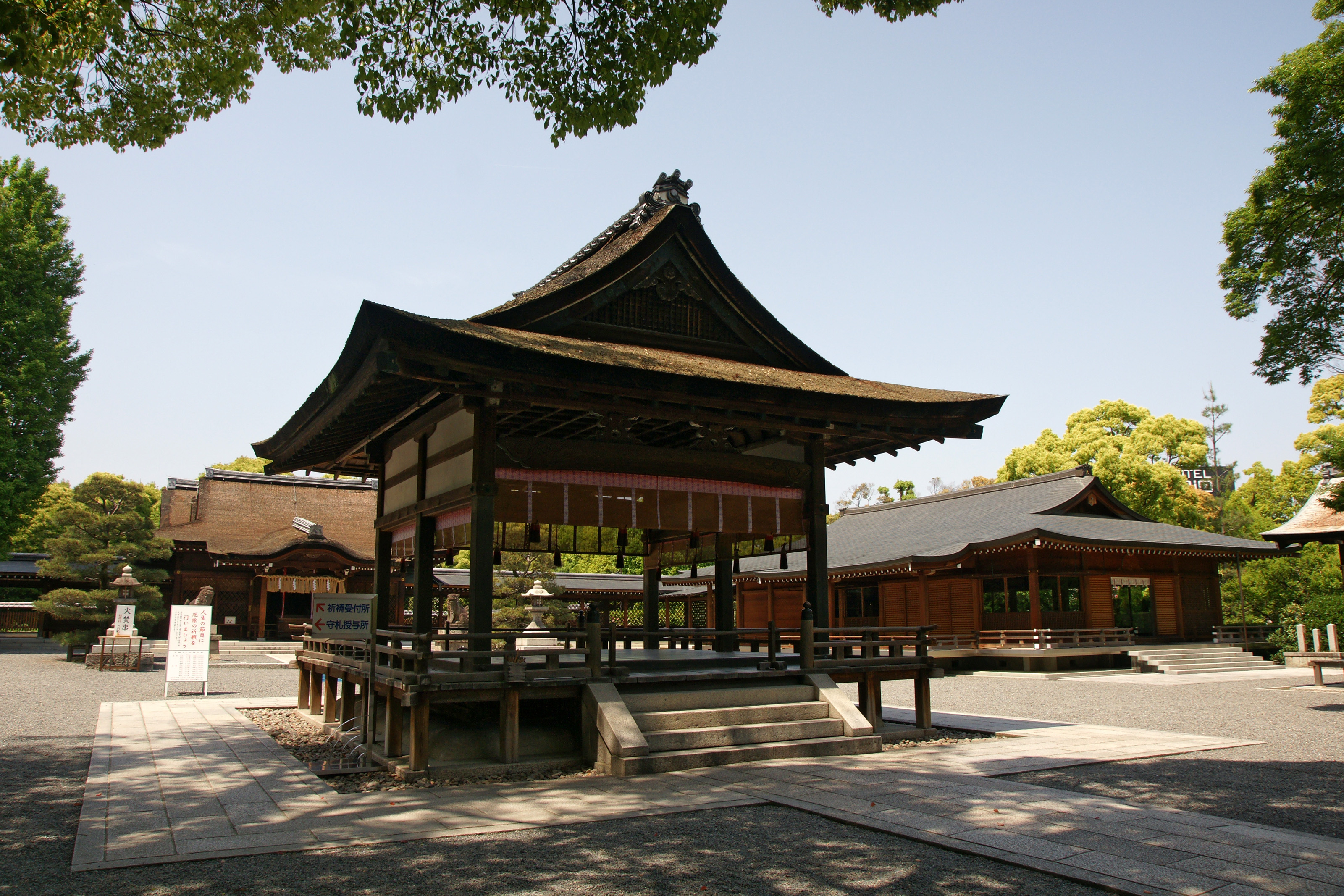
祈祷殿

城南宮（じょうなんぐう）は、京都市伏見区にある神社。旧社格は府社。「方除の大社」として知られている。摂社の真幡寸神社は式内社。

## 祭神
- 主祭神 - 城南大神（八千矛神、息長帯日売尊、国常立尊）

## 歴史
創立年代は不詳である。平安遷都の際に国常立尊を八千矛神と息長帯日売尊に合わせ祀って創建された。城（平安京）の南にあることから「城南神」と称した。また、城南寺の鎮守社として創建されたともいう。
白河天皇が鳥羽離宮（城南離宮）を造営してからはその一部となり、離宮の鎮守社として代々の天皇や上皇の行幸がしばしばあった。また後代になると京都御所の裏鬼門を守る神となった。
1221年（承久3年）、後鳥羽上皇は「流鏑馬揃え」を城南宮で催した。これは北条義時を打倒する兵を集結させる口実であり、上皇は承久の乱を起こすものの西上してきた鎌倉幕府勢により敗れた。また同時期に天皇方において盛んに行われていた熊野三山への参詣時に、方除けの精進所として旅の安全が祈願されており、現在の方除け信仰につながっている。
室町時代の頃からか、この地にあった真幡寸神社を取り込んでしまったようである。
応仁の乱などの戦乱で荒廃したが、江戸時代になって復興された。幕末の文久3年（1863年）には孝明天皇の攘夷祈願の行幸があり、これを機に1年に3回（正月、五月、九月）の代参・御祈禱が恒例となった。新政府軍の掲げる錦の御旗の前に旧幕府軍が総崩れとなった慶応4年（1868年）の鳥羽・伏見の戦いの主戦場となったのはこの地である。
1876年（明治10年）には式内社「真幡寸神社」に比定され、社名を「真幡寸神社」に改称した。また、府社に列せられている。しかし1968年（昭和43年）に「城南宮」に復し、「真幡寸神社」はその境内摂社として境内に新たに社殿を設けて奉祀されることになった。
1977年（昭和52年）に本殿が焼失するが、翌1978年（昭和53年）に再建された。
近年では転居、旅行の厄除けから転じて交通安全の神としても広く信仰されており、毎年7月には自動車の茅の輪くぐりが行われる。

## 境内
- 本殿 - 1978年（昭和53年）再建。
- 前殿
- 翼廊
- 稲荷社
- 厳島社・住吉社・兵主社
- 粟島社
- 天満宮社・妙見社・金刀比羅社
- 庚申社
- 大国主社
- 春日社
- 拝殿
- 神楽殿
- 神興舎
- むすび殿
- 交通安全祈祷殿
- 斎館
- 手水舎 - 菊水若水という名水が出ている。
- 三照宮社
- 絵馬舎
- 芹川天満宮 - 唐渡天満宮ともいう。
- 社務所
- 貴賓館
- 境外社
  - 飛鳥田神社

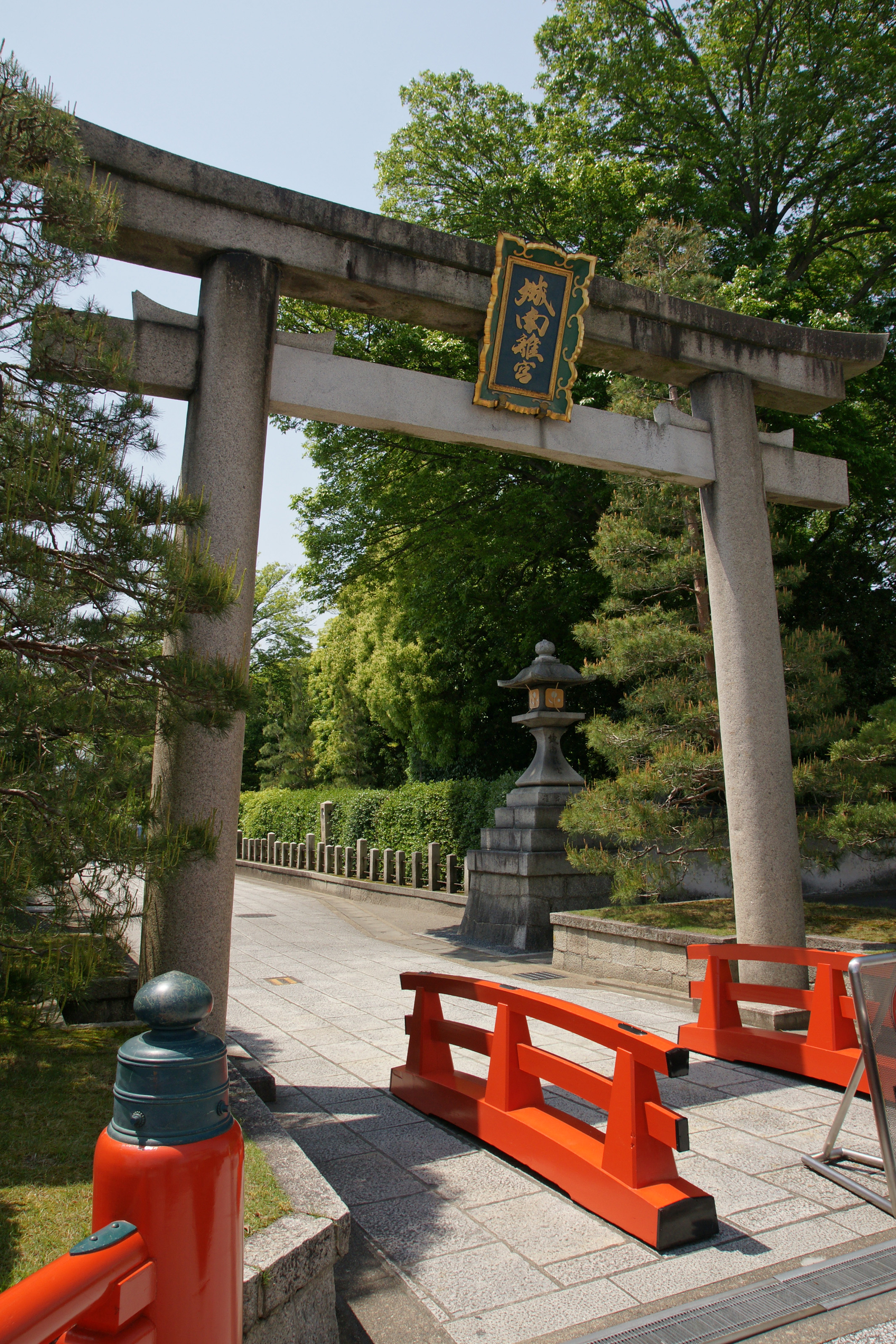
石鳥居
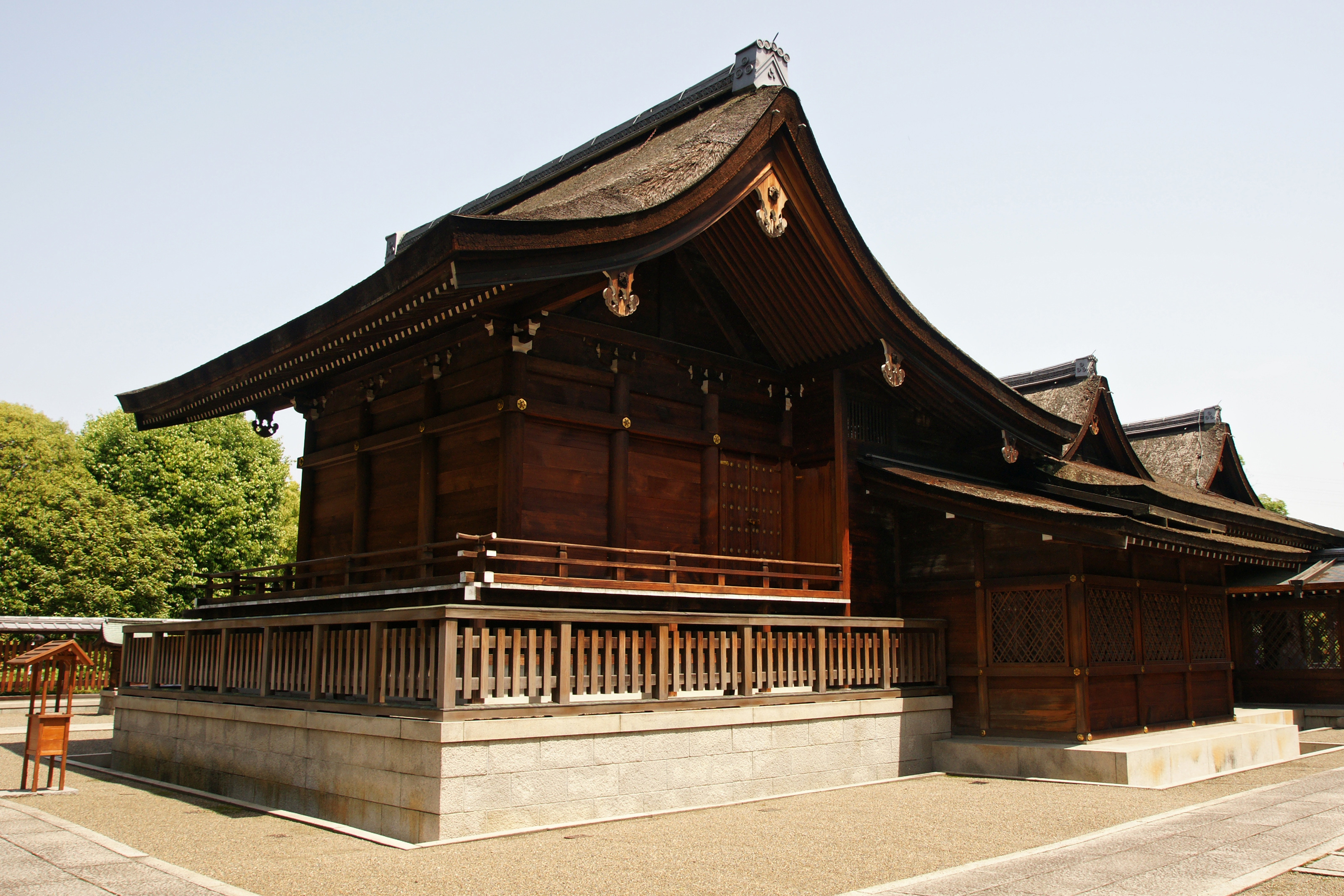
本殿
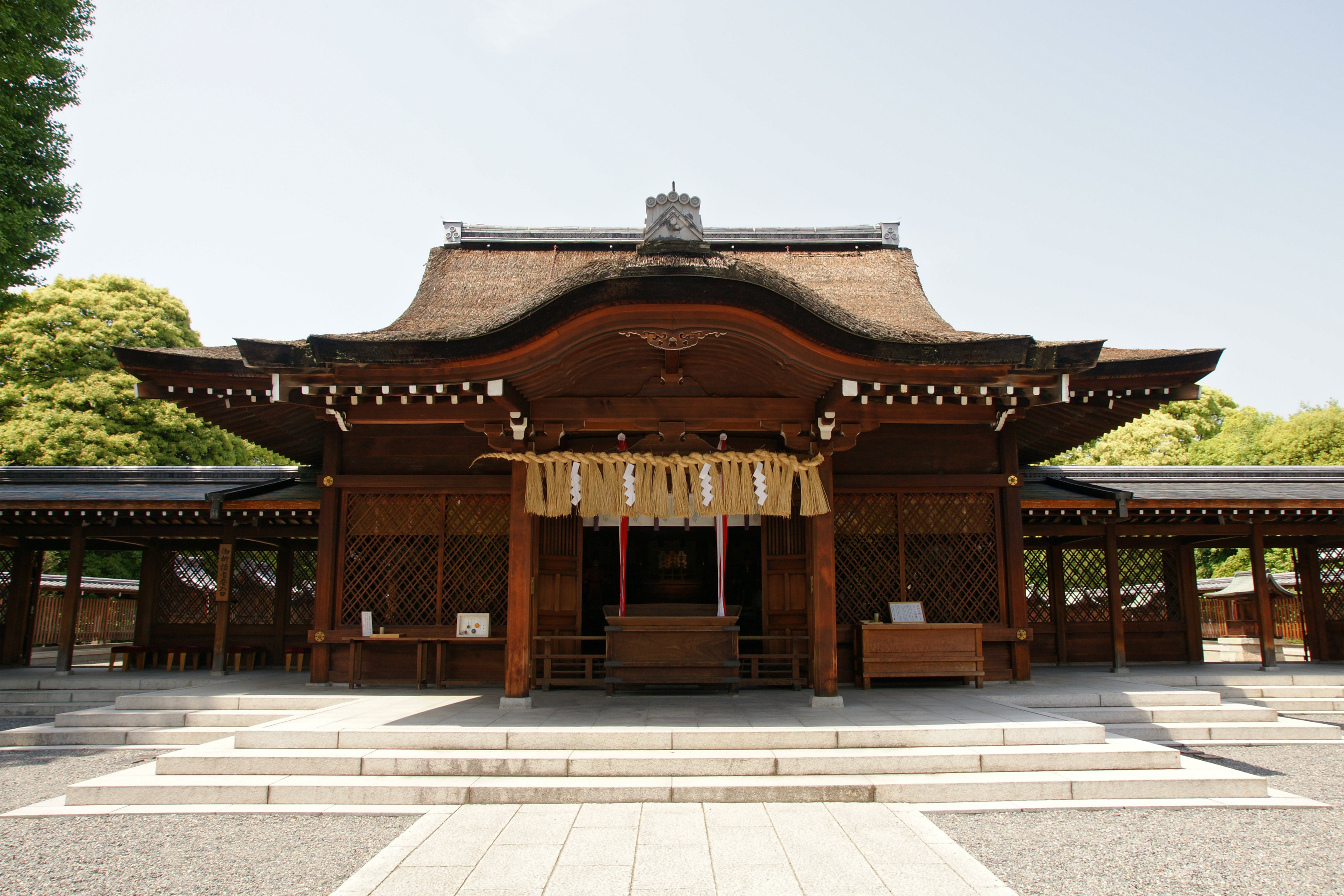
前殿
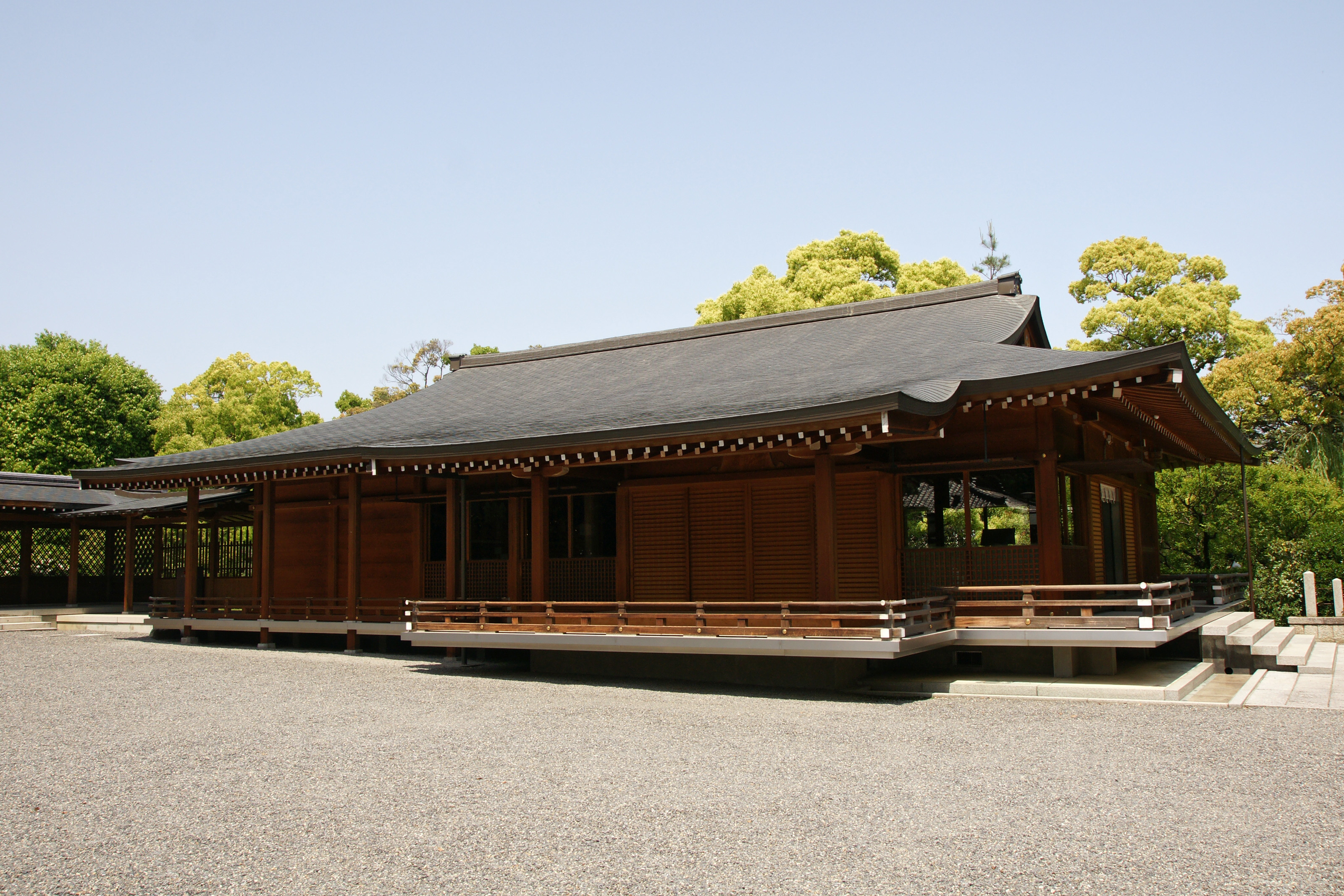
神楽殿
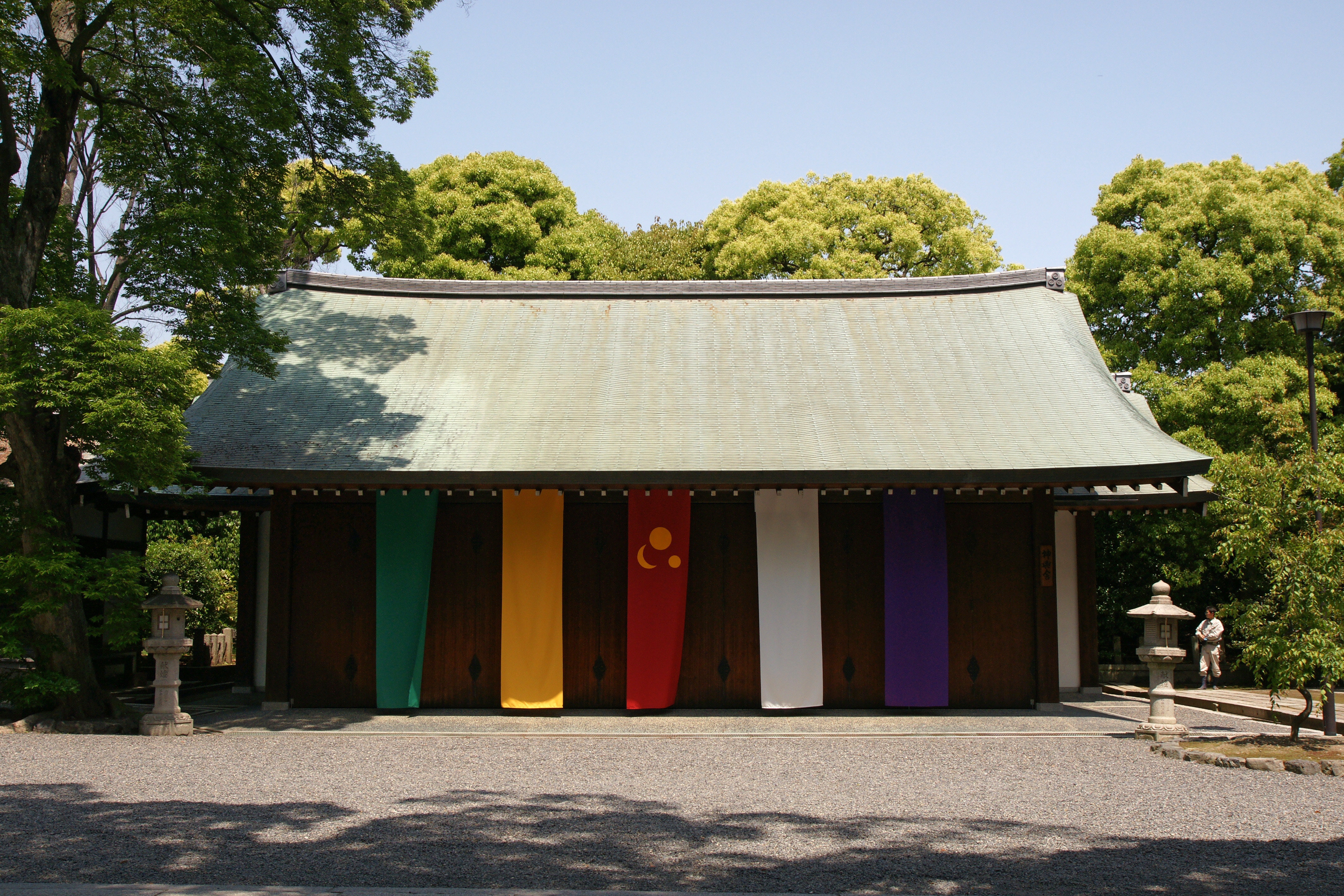
神輿舎
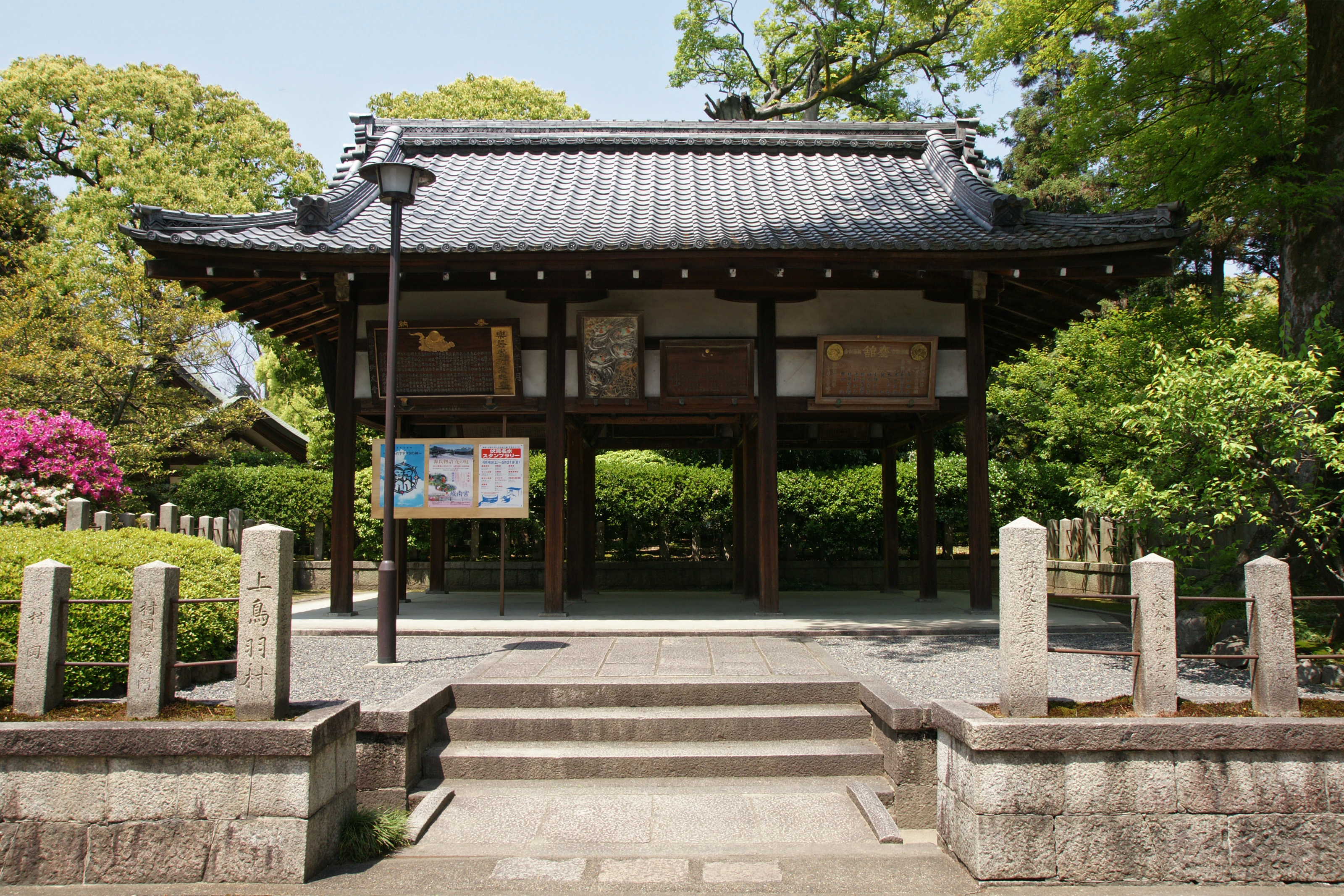
絵馬舎
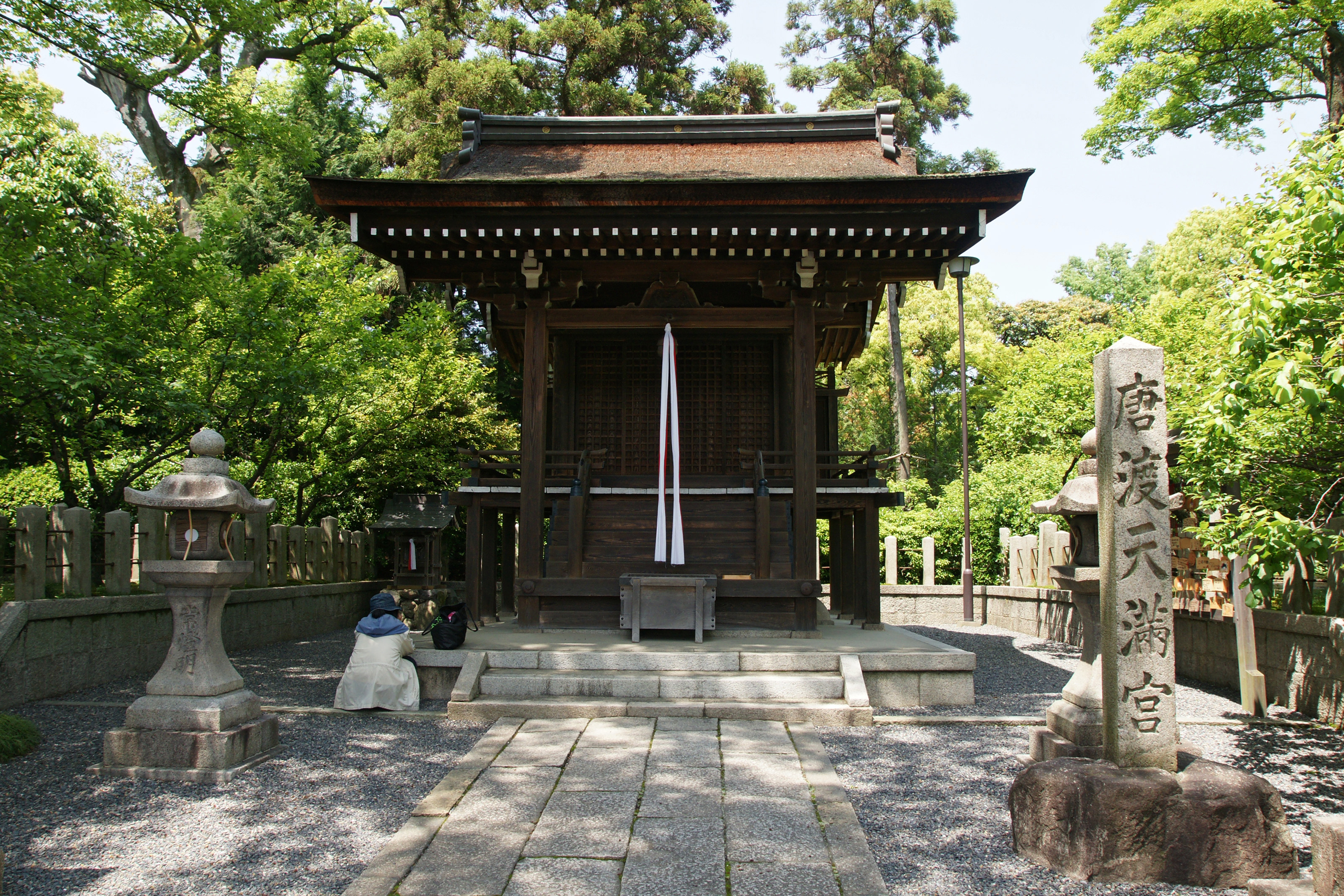
唐渡天満宮
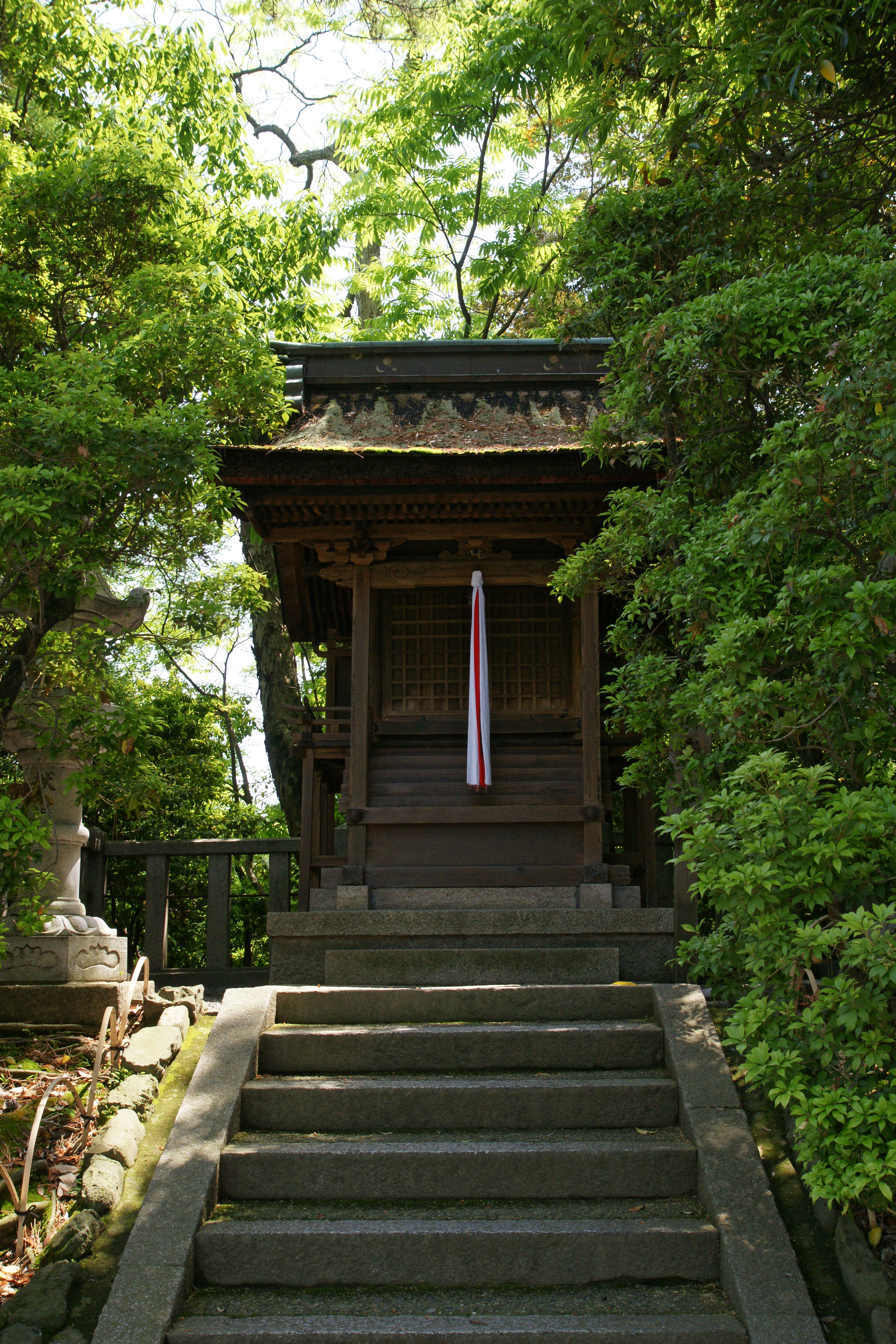
三照宮社
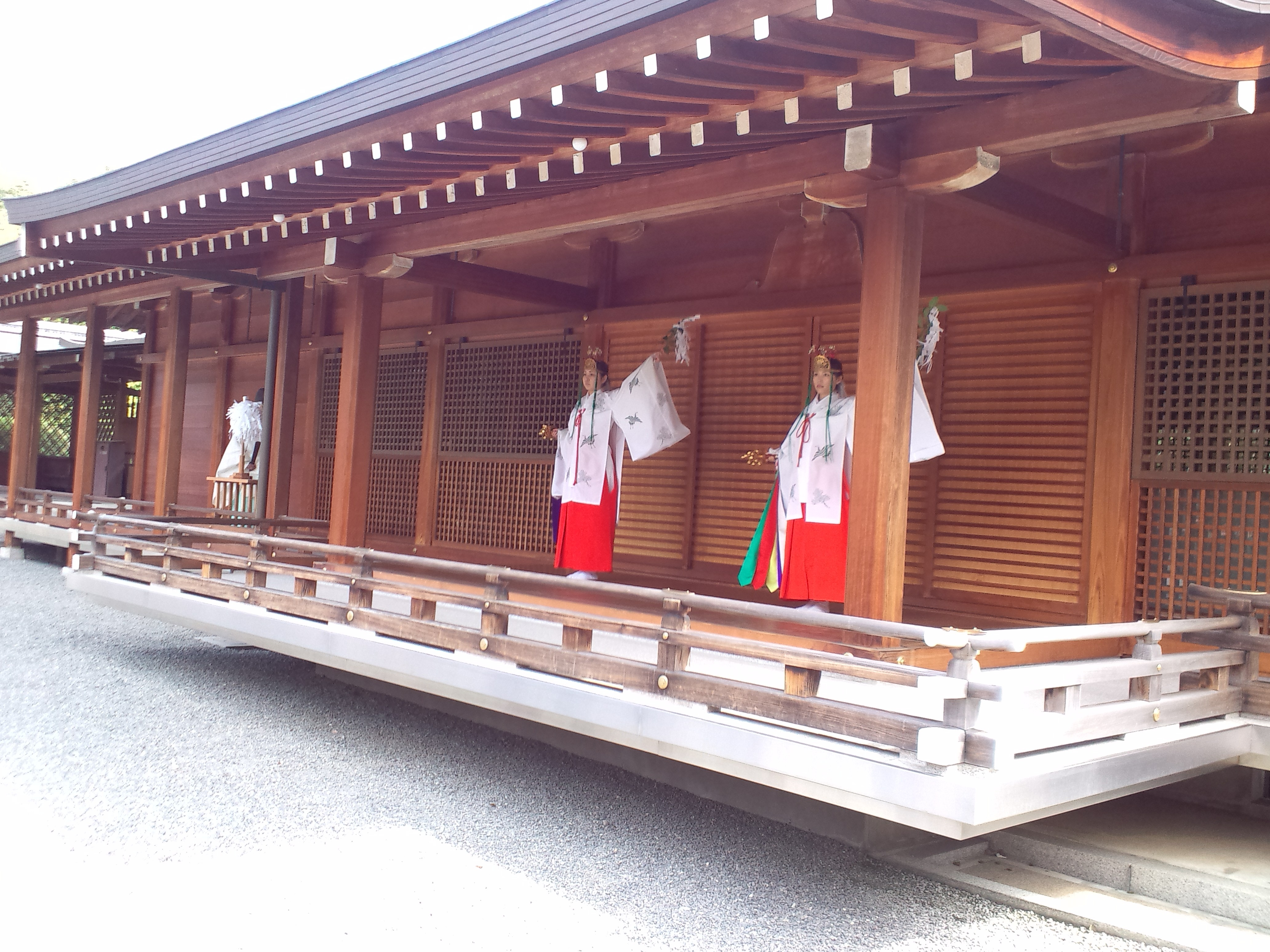
神楽殿での巫女の舞

### 真幡寸神社

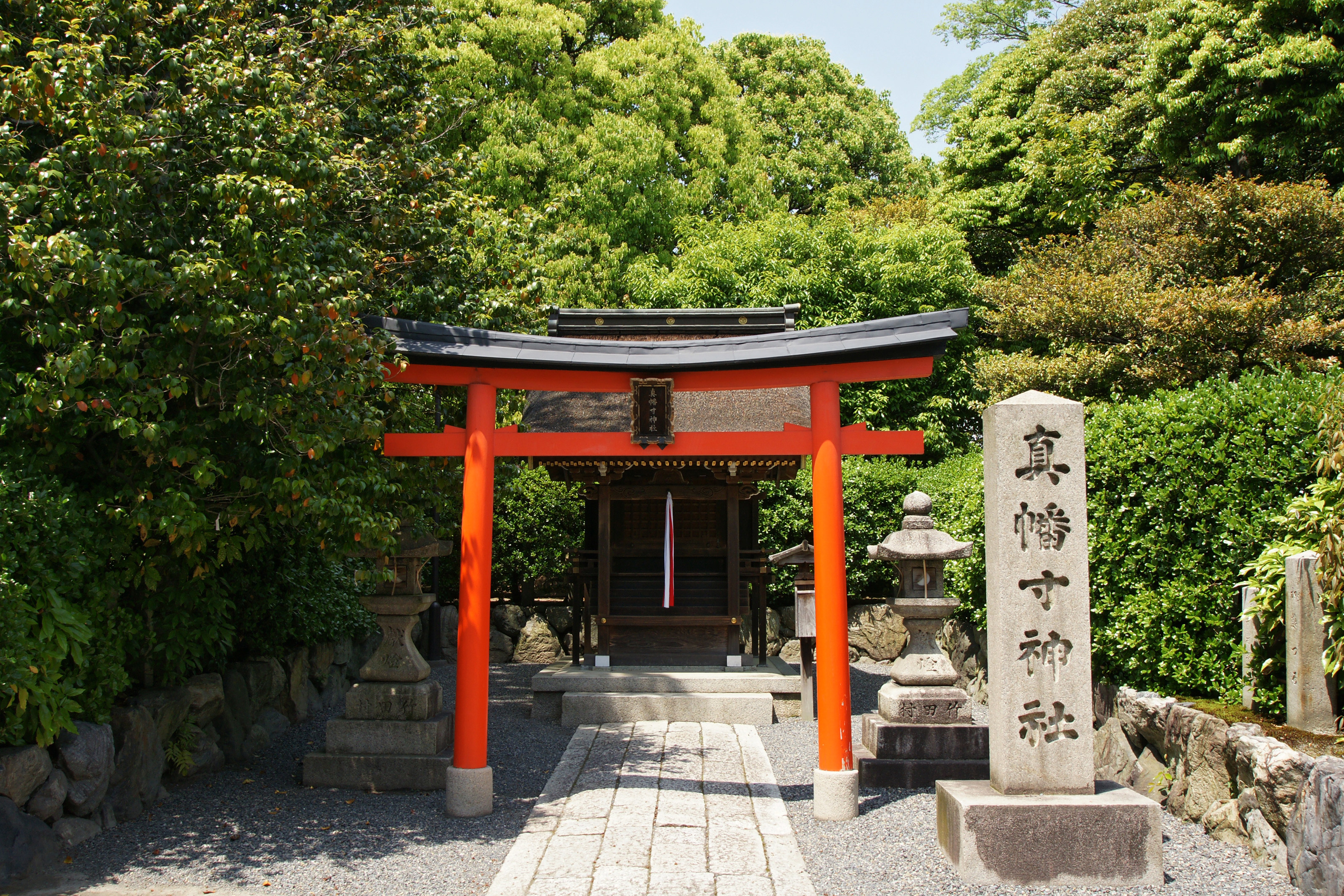
真幡寸神社

真幡寸神社（まはたきじんじゃ） - 祭神：真幡寸大神、応神天皇。当初、深草の地にあった式内社で、創建は神功皇后摂政3年（203年）、神功皇后の三韓征伐の際に船上に立てた旗に神功皇后・八千戈神（大国主神）の神霊を添えて奉斎したのに始まると伝える。永享10年（1438年）に稲荷山の山頂にあった稲荷の祠を麓の藤尾に遷座（現・伏見稲荷大社）し、その地にあった藤尾社を藤森に遷座（現・藤森神社）した。そのため、藤森の地にあった真幡寸神社を現在地に遷座したという。その後、どうやら城南宮と一体化したようである。新たに真幡寸神社が作られたのは1968年（昭和43年）になってからである。

### 神苑「楽水苑」
中根金作の作庭。
- 庭園「花の庭」 - 「春の山」がある。
- 庭園「平安の庭」 - 池泉回遊式庭園。年中行事「曲水の宴」が行われる。 春（4月29日）・秋（11月3日）。
- 室町の庭 - 池泉回遊式庭園。
- 桃山の庭
- 城南離宮の庭

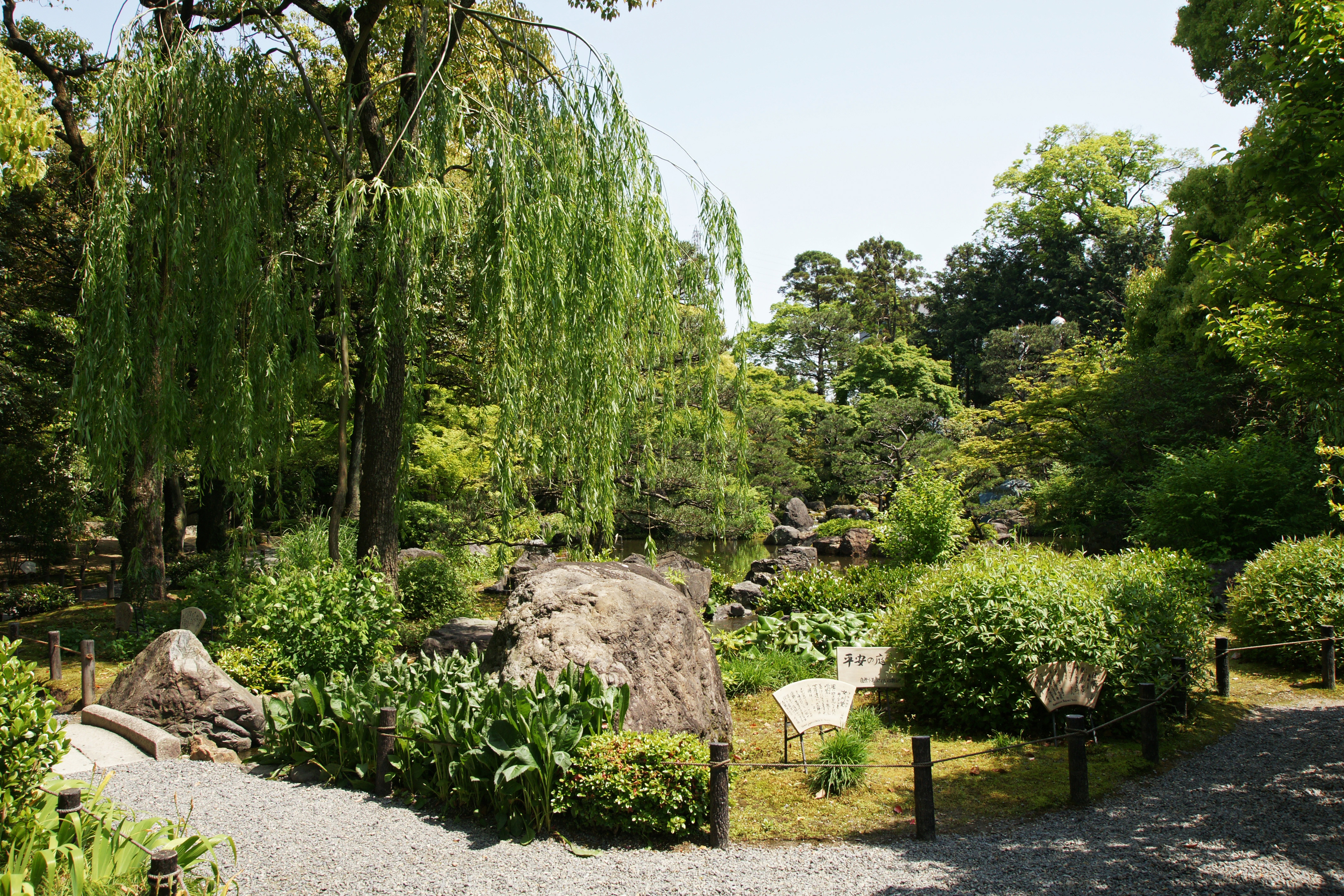
平安の庭
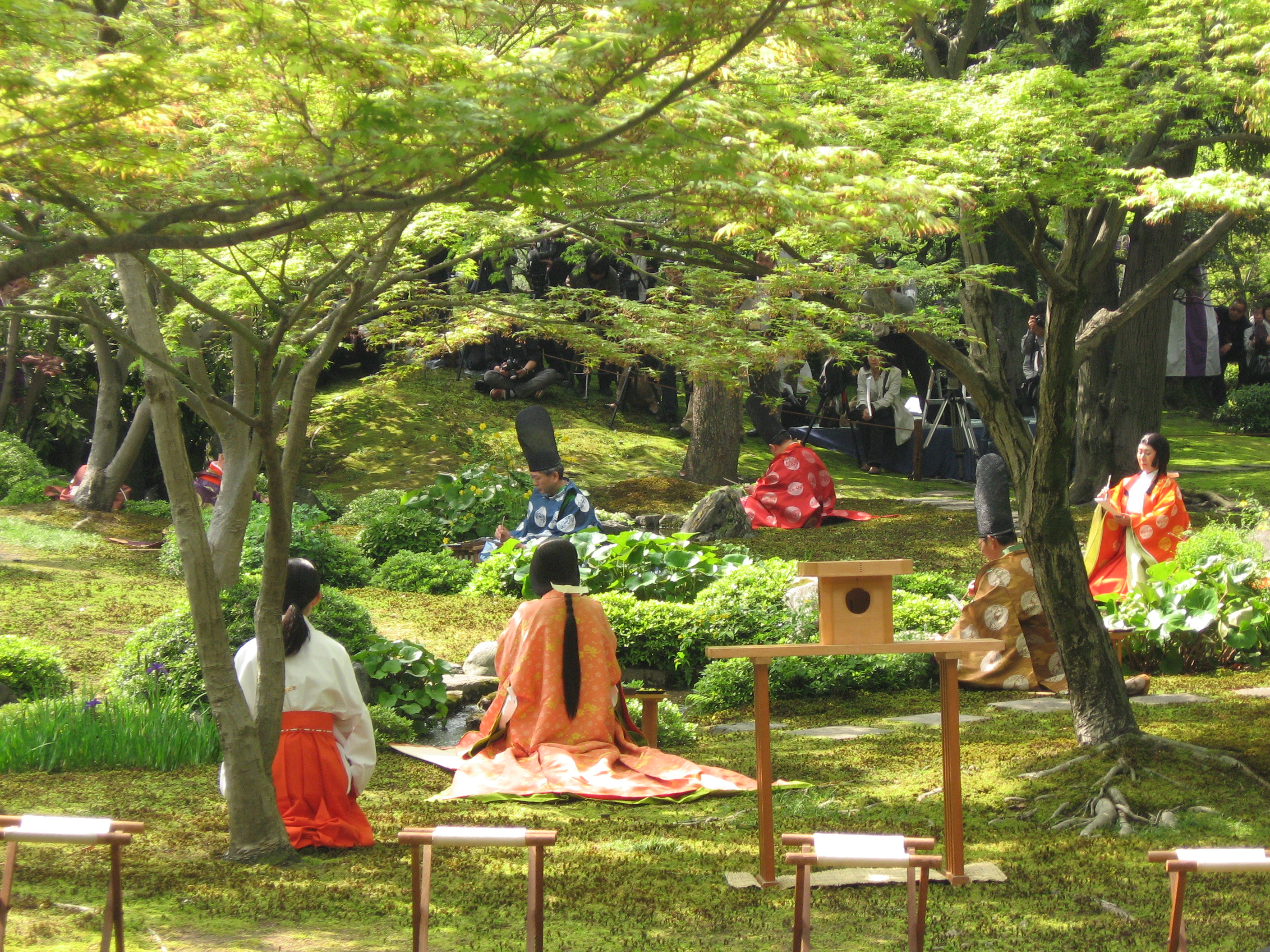
平安の庭での曲水の宴
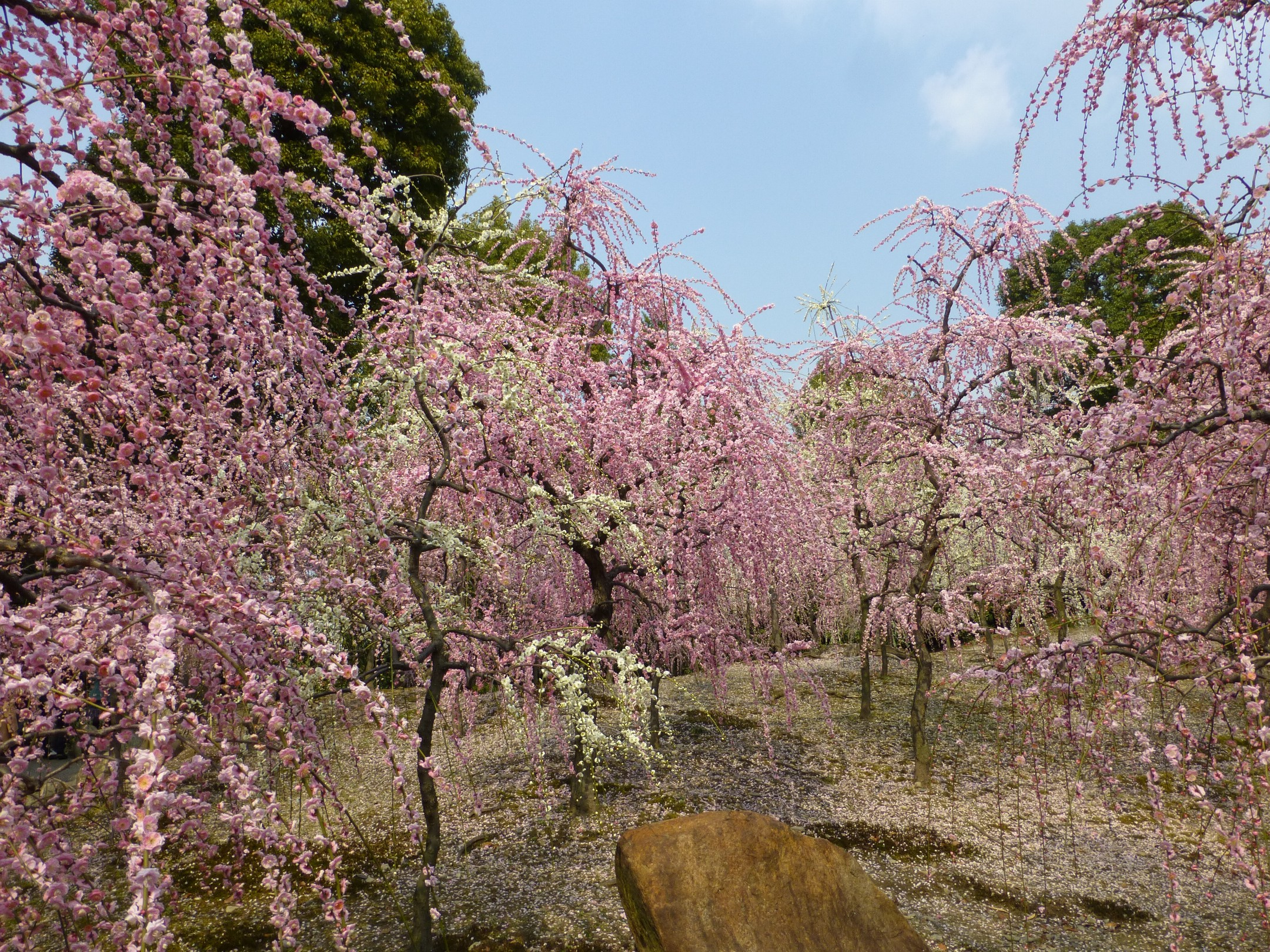
春の梅の最盛期
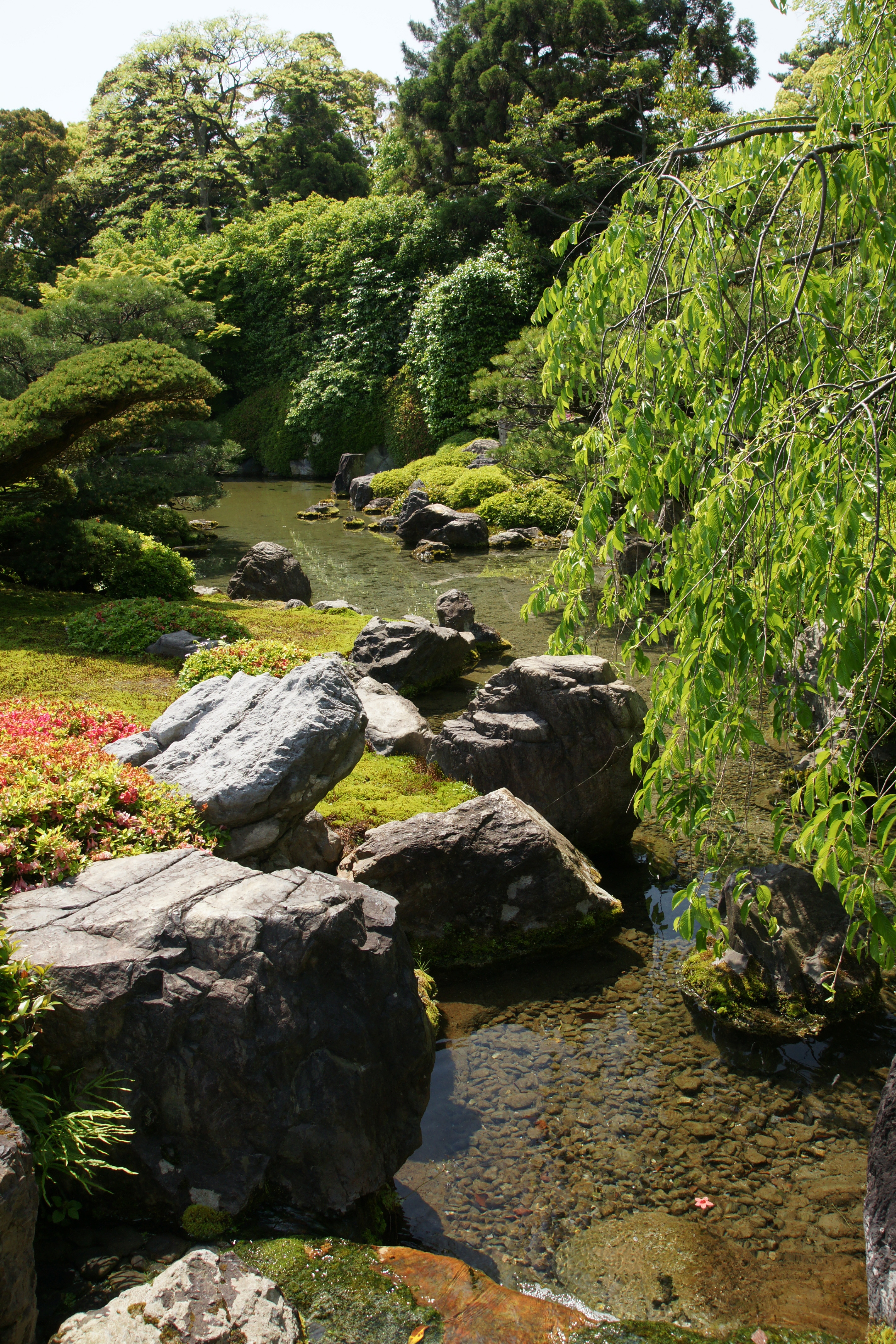
室町の庭
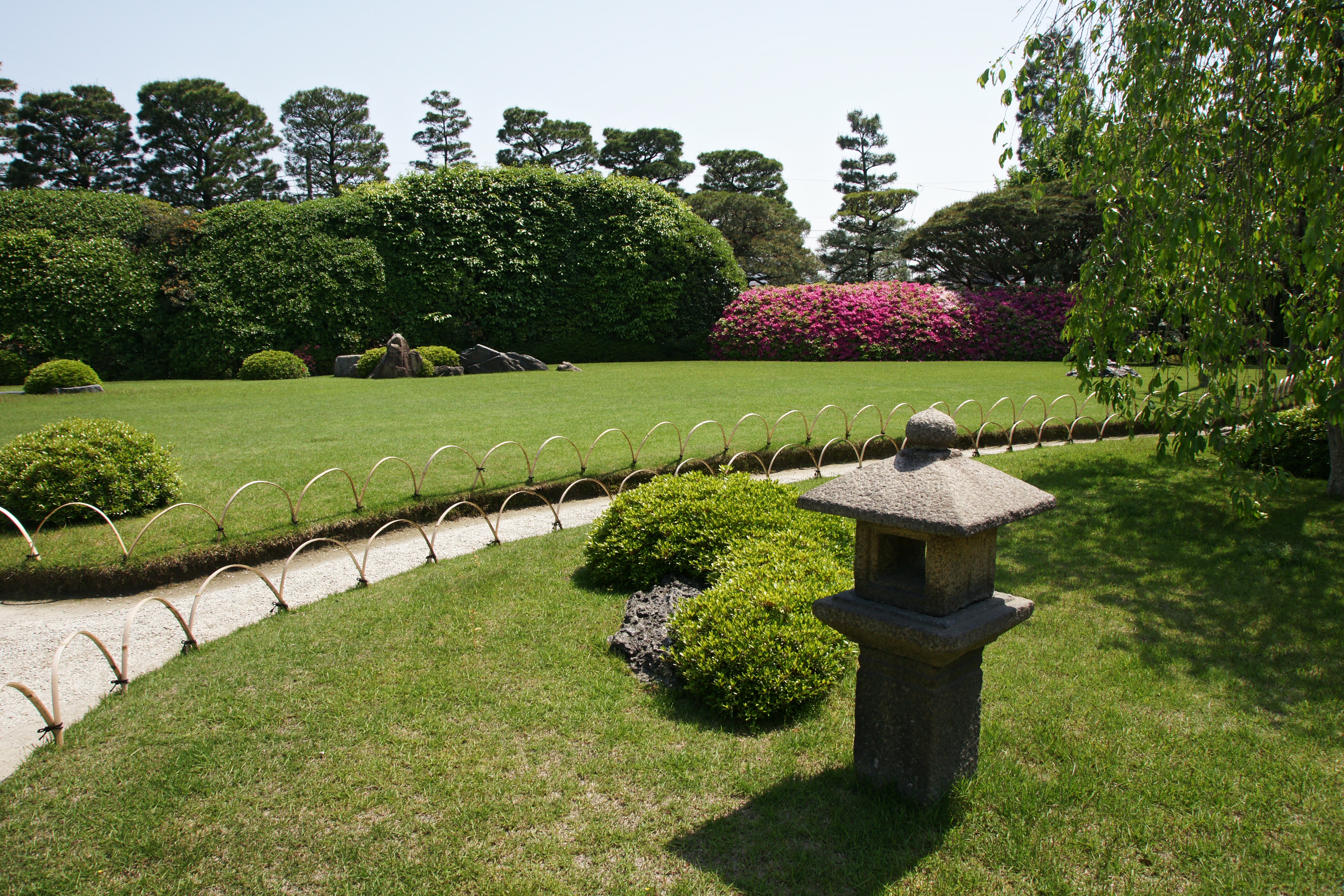
桃山の庭
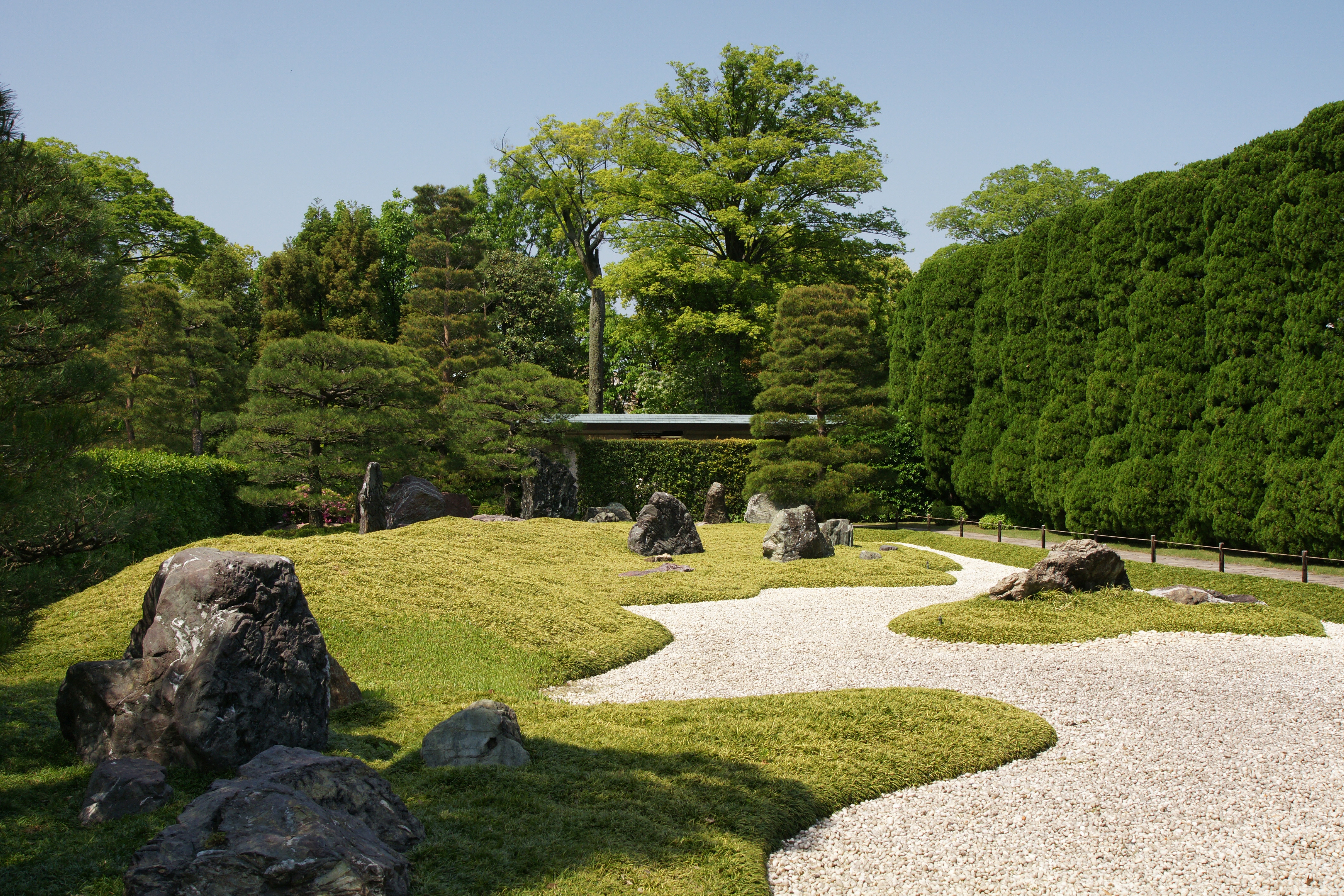
城南離宮の庭

### 城南宮鳥居
本殿に向かって正面にある赤い鳥居はよく見ると変わった様式となっている。これは城南宮鳥居と呼ばれ、基本型は神明鳥居に属するが、柱下に饅頭があり、棟の部分に島木・笠木を重ねて、さらに屋根を葺いている。その島木の正面中央に神紋の金具が打たれている。

## とわのかけはし
城南宮に隣接する国道1号には1965年（昭和40年）から2010年（平成22年）まで「とわのかけはし」という名の歩道橋が架けられていた。これは城南宮が地元歩行者と参詣者の安全を確保するために私費で設置したものであり、道路占用施設として城南宮が管理していた。近隣交差点の横断歩道設置による利用者減少と老朽化のために撤去が決定し、撤去費用を城南宮が全額負担した上で国土交通省に撤去工事を委託して撤去された。

## 交通
- 竹田駅（近鉄京都線・京都市営地下鉄烏丸線）徒歩15分